# Liste des œuvres de Franz Liszt (S1 à S350)

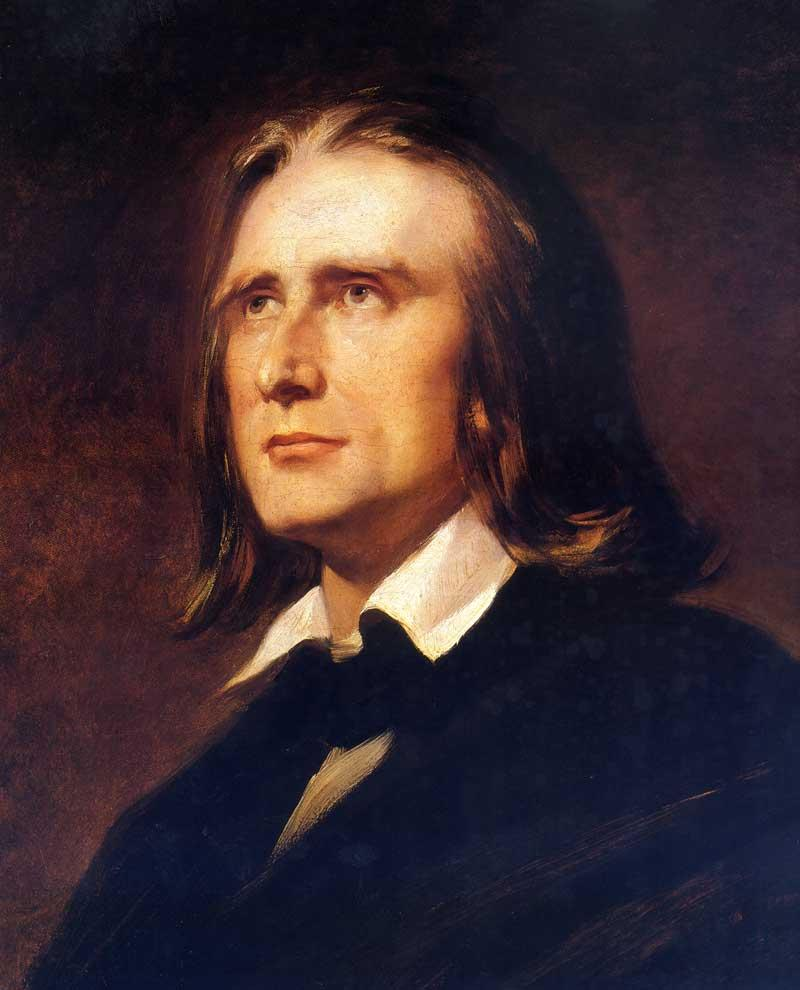
Franz Liszt

Voir aussi Liste des œuvres de Franz Liszt (S351 à S999).

## Œuvres originales

### Opéra
- S.1, Don Sanche, ou le Château de l'Amour (1824-25)

### Œuvres chorales sacrées
Cet article est issu de la traduction en français de l'article anglais correspondant, d'où la subsistance de mots anglais dans cette traduction jusqu'à présent incomplète :
- S.2, La légende de Sainte Elisabeth (1857-62)
- S.3, Christus (1855-67)
- S.4, Cantico del sol di Francesco d'Assisi [première/seconde version] (1862, 1880-81)
- S.5, Die heilige Cäcilia (1874)
- S.6, Die Glocken des Strassburger Münsters (Les cloches de la cathédrale de Strasbourg, Henry Longfellow) (1874)
- S.7, Cantantibus organis (1879)
- S.8, Missa quattuor [sic pour quatuor] vocum ad æquales concinente organo [première/seconde version] (1848, 1869)
- S.9, Missa solennis zur Einweihung der Basilika in Gran (Messe de Gran) [première/seconde version] (1855, 1857-58)
- S.10, Missa choralis, organo concinente (1865)
- S.11, Messe hongroise du couronnement (1866-67)
- S.12, Requiem (1867-68)
- S.13, Psaume 13 (« Herr, wie lange ? ») [première/seconde/troisième version] (1855, 1858, 1862)
- S.14, Psaume 18 (Cœli enarrant) (1860)
- S.15, Psaume 23 (Mein Gott, der ist mein Hirt) [première/seconde version] (1859, 1862)
- S.15a, Psaume 116 (Laudate Dominum) (1869)
- S.16, Psaume 129 (De profundis) (1880-83)
- S.17, Psaume 136 (Super flumina Babylonis : Sur les bords des fleuves de Babylone) [première/seconde version] (1859-62)
- S.18, Cinq chœurs sur des textes français (1840-49)
- S.19, Hymne de l'enfant à son réveil (Lamartine) [première/seconde version] (1847, 1862)
- S.20, Ave Maria I [première/seconde version] (1846, 1852)
- S.21, Pater noster II [première/seconde version] (1846, 1848)
- S.22, Pater noster IV (1850)
- S.23, Domine salvum fac regem (1853)
- S.24, Te Deum II (1853?)
- S.25, Beati pauperes spiritu (Heureux les pauvres en esprit), Die Seligkeiten (Les Béatitudes) (1853)
- S.26, Festgesang zur Eröffnung der zehnten allgemeinen deutschen Lehrerversammlung (1858)
- S.27, Te Deum I (1867)
- S.28, An den heiligen Franziskus von Paula (avant 1860)
- S.29, Pater noster I (avant 1860)
- S.30, Responsorien und Antiphonen (Répons et antiennes, 1860)
- S.31, Christus ist geboren I [première/seconde version] (1863?)
- S.32, Christus ist geboren II [première/seconde version] (1863?)
- S.33, Slavimo Slavno Slaveni! [première/seconde version] (1863, 1866)
- S.34, Ave maris stella [première/seconde version] (1865-66, 1868)
- S.35, Crux ! (Guichon de Grandpont) (1865)
- S.36, Dall'alma Roma (1866)
- S.37, Mihi autem adhærere (tiré du Psaume 73) (1868)
- S.38, Ave Maria II (1869)
- S.39, Inno a Maria Vergine (Hymne à la Vierge Marie, 1869)
- S.40, O salutaris hostia I (1869?)
- S.41, Pater noster III [première/seconde version] (1869)
- S.42, Tantum ergo [première/seconde version] (1869)
- S.43, O salutaris hostia II (1870 ?)
- S.44, Ave verum corpus (1871)
- S.45, Libera me (1871)
- S.46, Anima Christi sanctifica me [premières/seconde version] (1874, vers 1874)
- S.47, St Christopher. Legend (1881)
- S.48, Der Herr bewahret die Seelen seiner Heiligen (1875)
- S.49, Weihnachtslied (O heilige Nacht) (après 1876)
- S.50, 12 Alte deutsche geistliche Weisen (pièces pour chœur) [12 chants] (vers 1878-79)
- S.51, Gott sei uns gnädig und barmherzig (Dieu, accorde-nous ta grâce et ta miséricorde, 1878)
- S.52, Septem Sacramenta. Responsoria cum organo vel harmonio concinente (Sept sacrements. Répons à chanter avec orgue ou harmonium, 1878)
- S.53, Via Crucis (1878-79)
- S.54, O Roma nobilis (1879)
- S.55, Ossa arida (1879)
- S.56, Rosario [4 chants choraux] (1879)
- S.57, In domum Domini ibimus (1884 ?)
- S.58, O sacrum convivium (1884 ?)
- S.59, Pro Papa (vers 1880)
- S.60, Zur Trauung. Geistliche Vermählungsmusik (Ave Maria III) (1883)
- S.61, Nun danket alle Gott (1883)
- S.62, Mariengarten (après 1884)
- S.63, Qui seminant in lacrimis (1884)
- S.64, Pax vobiscum ! (1885)
- S.65, Qui Mariam absolvisti (1885)
- S.66, Salve Regina (1885)

### Œuvres chorales profanes
- S.67, Beethoven Cantata no 1 : Festkantate zur Enthüllung (1845)
- S.68, Beethoven Cantata no 2 : Zur Säkularfeier Beethovens (1869-70)
- S.69, Chöre zu Herders Entfesseltem Prometheus (1850)
- S.70, An die Künstler (Schiller) [première/seconde/troisième version] (1853, 1853, 1856)
- S.71, Gaudeamus igitur. Humoreske (1869)
- S.72, Vierstimmige Männergesänge [4 chants choraux] (for Mozart-Stiftung) (1841)
- S.73, Es war einmal ein König (1845)
- S.74, Das deutsche Vaterland (1839)
- S.75, Über allen Gipfeln ist Ruh (Goethe) [premières/seconde version] (1842, 1849)
- S.76, Das düstre Meer umrauscht mich (1842)
- S.77, Die lustige Legion (A. Buchheim) (1846)
- S.78, Trinkspruch (1843)
- S.79, Titan (Schobert) (1842-47)
- S.80, Les Quatre Éléments (Autran) (1845)
- S.81, Le Forgeron (de Lamennais) (1845)
- S.82, Arbeiterchor (de Lamennais?) (1848)
- S.83, Ungaria-Kantate (Cantate hongroise) (1848)
- S.84, Licht, mehr Licht (1849)
- S.85, Chorus of Angels from Goethe's Faust (1849)
- S.86, Festchor zur Enthüllung des Herder-Dankmals in Weimar (A. Schöll) (1850)
- S.87, Weimars Volkslied (Cornelius) [6 versions] (1857)
- S.88, Morgenlied (Hoffmann von Fallersleben) (1859)
- S.89, Mit klingendem Spiel (1859-62 ?)
- S.90, Für Männergesang [12 chants choraux] (1842-60)
- S.91, Das Lied der Begeisterung. A lelkesedes dala (1871)
- S.92, Carl August weilt mit uns. Festgesang zur Enthüllung des Carl-August-Denkmals in Weimar am 3 September 1875 (1875)
- S.93, Ungarisches Königslied. Magyar Király-dal (Ábrányi) [6 versions] (1883)
- S.94, Gruss (1885?)

### Œuvres orchestrales

#### Poèmes symphoniques
- S.95, Poème symphonique no 1, Ce qu'on entend sur la montagne [première/seconde/troisième version] (1848-49, 1850, 1854)
- S.96, Poème symphonique no 2, Tasso, Lamento e Trionfo [première/seconde/troisième version] (1849, 1850-51, 1854)
- S.97, Poème symphonique no 3, Les Préludes (1848)
- S.98, Poème symphonique no 4, Orphée (1853-54)
- S.99, Poème symphonique no 5, Prométhée [première/seconde version] (1850, 1855)
- S.100, Poème symphonique no 6, Mazeppa [première/seconde version] (1851, b.1854)
- S.101, Poème symphonique no 7, Festklänge [revisions ajoutées lors de la publication de 1863] (1853)
- S.102, Poème symphonique no 8, Héroïde funèbre [première/seconde version] (1849-50, 1854)
- S.103, Poème symphonique no 9, Hungaria (1854)
- S.104, Poème symphonique no 10, Hamlet (1858)
- S.105, Poème symphonique no 11, Hunnenschlacht (1856-1857)
- S.106, Poème symphonique no 12, Die Ideale (1857)
- S.107, Poème symphonique no 13, Von der Wiege bis zum Grabe (1881-1882)

#### Autres œuvres orchestrales
- S.108, Eine Faust-Symphonie [première/seconde version] (1854, 1861)
- S.109, Eine Symphonie zu Dante's Divina Commedia (Dante-Symphonie) (1855-56)
- S.110, Deux Épisodes d'apres le Faust de Lenau [2 pièces] (1859-61)
- S.111, Zweite Mephisto Waltz (1881)
- S.112, Trois Odes Funèbres [3 pièces] (1860-66)
- S.113, Salve Polonia (1863)
- S.114, Künstlerfestzug zur Schillerfeier (1857)
- S.115, Festmarsch zur Goethejubiläumsfeier [première/seconde version] (1849, 1857)
- S.116, Festmarsch nach Motiven von E.H.z.S.-C.-G. (1857)
- S.117, Rákóczy March (1865)
- S.118, Ungarischer Marsch zur Krönungsfeier in Ofen-Pest (am 8 Juni 1867) (1870)
- S.119, Ungarischer Sturmmarsch (1875)

### Œuvres pour piano et orchestre
- S.120, Grande Fantaisie Symphonique sur des thèmes du Lélio de Berlioz (1834)
- S.121, Malediction (pour un orchestre de cordes) (1833)
- S.122, Fantasie über Beethovens Ruinen von Athen [première/seconde version] (1837?, 1849)
- S.123, Fantasie über ungarische Volksmelodien (1852)
- S.124, Concerto pour piano no 1 en mi bémol majeur [première/seconde version] (1849, 1856)
- S.125, Concerto pour piano no 2 in la majeur [première/seconde version] (1839, 1849)
- S.126, Totentanz. Paraphrases sur le Dies Irae [première/seconde version] (1849, 1859)

### Musique de Chambre
- S.126b, Zwei Waltzer [2 pieces] (1832)
- S.127, Duo (Sonata) - Sur des thèmes polonais (violon et piano) (1832-35 ?)
- S.128, Grand Duo Concertant sur la Romance de M. Lafont, « Le Marin » [première/seconde version] (ca.1835-37, 1849)
- S.129, Epithalam zu Eduard Reményis Vermählungsfeier (1872)
- S.130, Élégie no 1 [première/seconde/troisième version] (1874)
- S.131, Élégie no 2 (1877)
- S.132, Romance Oubliée (1880)
- S.133, Die Wiege (1881?)
- S.134, La Lugubre Gondola [première/seconde version] (1883-85 ?, 1885?)
- S.135, Am Grabe Richard Wagners (1883)

### Œuvres pour piano seul

#### Études
- S.136, Études en douze exercices dans tous les tons majeurs et mineurs [première version, 12 pièces] (1826)
- S.137, Douze Grandes Études [seconde version, 12 pièces] (1837)
- S.138, Mazeppa [version intermédiaire du S137/4] (1840)
- S.139, Douze Études d'exécution transcendante [version finale, 12 pièces] (1851)
- S.140, Études d'exécution transcendante d'après Paganini [première version, 6 pièces] (1838-39)
- S.141, Grandes Études de Paganini [seconde version, 6 pièces] (1851)
- S.142, Morceau de Salon, Étude de perfectionnement [Ab Irato, first version] (1840)
- S.143, Ab Irato, Étude de perfectionnement [second version] (1852)
- S.144, Trois Études de concert [3 pièces] (1848?)
- S.145, Zwei Konzertetüden [2 pièces] (1862-63)
- S.146, Technische Studien [12 livres] (ca.1868-80)
- S.146/62, Sprünge mit der Tremolo-Begleitung [no 62 des Technische Studien] (ca.1868)

#### Œuvres originales variées
- S.147, Variation sur une valse de Diabelli (1822)
- S.148, Huit Variations (1824?)
- S.149, Sept Variations brillantes sur un thème de G. Rossini (1824?)
- S.150, Impromptu brillant sur des thèmes de Rossini et Spontini (1824)
- S.151, Allegro di bravura (1824)
- S.152, Rondo di bravura (1824)
- S.153, Scherzo en sol mineur (1827)
- S.154, Harmonies poétiques et religieuses [Pensée des morts, première version] (1833, 1835)
- S.155, Apparitions [3 pièces] (1834)
- S.156, Album d'un Voyageur [3 sets; 7, 9, 3 pièces] (1835-38)
- S.157, Fantaisie romantique sur deux mélodies suisses (1836)
- S.158, Tre Sonetti del Petrarca [3 pièces, premières versions des S161/4-6] (1844-45)
- S.159, Venezia e Napoli, 1st version [4 pièces] (1840?)
- S.160, Années de Pèlerinage. Première Année; Suisse [9 pièces] (1848-55)
- S.161, Années de Pèlerinage. Deuxième Année; Italie [7 pièces] (1839-49)
- S.162, Venezia e Napoli. Supplément aux Années de Pèlerinage, 2d volume [3 pièces] (1860)
- S.163, Années de Pèlerinage. Troisième Année [7 pièces] (1867-77)
- S.164, Feuille d'album no 1 (1840)
- S.165, Feuille d'album (en la bémol) (1841)
- S.166, Albumblatt sous forme de valse (1841)
- S.167, Feuille d'album no 2 [Die Zelle in Nonnenwerth, troisième version] (1843)
- S.168, Elégie sur des motifs du Prince Louis Ferdinand de Prusse [première/seconde version] (1842, 1851)
- S.169, Romance (O pourquoi donc) (1848)
- S.170, Ballade no 1 en ré bémol (Le chant du croisé) (1845-48)
- S.171, Ballade no 2 en si mineur (1853)
- S.172, Consolations (Six pensées poétiques) (1849-50)
- S.172a/2, Invocation [version antérieure du S173/1 ; placé habituellement au S173b]
- S.173, Harmonies poétiques et religieuses [seconde version] (1845-52)
- S.174, Berceuse [première/seconde version] (1854, 1862)
- S.175, Deux légendes (1862-63)
- S.176, Grosses Konzertsolo [seconde version] (1849-50 ?)
- S.177, Scherzo et Marche (1851)
- S.178, Sonate en si mineur (1852-53)
- S.179, Weinen, Klagen, Sorgen, Zagen ; Prélude d'après J. S. Bach (1859)
- S.180, Variations on a theme from Weinen, Klagen, Sorgen, Zagen de J. S. Bach (1862)
- S.181, Sarabande and Chaconne tiré de l'opera d'Handel, Almira (1881)
- S.182, Ave Maria - Die Glocken von Rom (1862)
- S.183, Alleluia et Ave Maria [2 pièces] (1862)
- S.184, Urbi et orbi. Bénédiction papale (1864)
- S.185, Vexilla regis prodeunt (1864)
- S.186, Weihnachtsbaum [seconde version, 12 pièces] (1875-76)
- S.187, Sancta Dorothea (1877)
- S.187a, Resignazione [première/seconde version] (1877)
- S.188, In festo transfigurationis Domini nostri Jesu Christi (1880)
- S.189, Klavierstück no 1 (1866)
- S.189a, Klavierstück no 2 (1845)
- S.190, Un portrait en musique de la Marquise de Blocqueville (1868)
- S.191, Impromptu (1872)
- S.192, Fünf Klavierstücke (dédiés à la Baronesse von Meyendorff) [5 pièces] (1865-79)
- S.193, Klavierstück en Fa dièse majeur (a.1860)
- S.194, Mosonyis Grabgeleit (Mosonyi gyázmenete) (1870)
- S.195, Dem Andenken Petőfis (Petőfi Szellemenek) (1877)
- S.196, Élégie no 1 (1874)
- S.197, Élégie no 2 (1877)
- S.197a, Toccata (1879-81)
- S.198, Wiegenlied (Chant du herceau) (1880)
- S.199, Nuages gris (Trübe Wolken) (1881)
- S.200, La Lugubre Gondole [2 versions] (1882, 1885)
- S.201, R. W. - Venezia (1883)
- S.202, Am Grabe Richard Wagners (1883)
- S.203, Schlaflos, Frage und Antwort (Nocturne d'après un poème de Toni Raab) (1883)
- S.204, Recueillement (Bellini in Memoriam) (1877)
- S.205, Historische ungarische Bildnisse (Magyar arcképek) [7 pièces] (1885)
- S.206, Trauervorspiel und Trauermarsch (1885)
- S.207, En Rêve. Nocturne (1885)
- S.208, Unstern: Sinistre, Disastro (?)

#### Pièces sous forme de danses
- S.208a, Valse (en la majeur) (b.1825)
- S.209, Grande valse di bravura [première version de S214/1] (1835)
- S.210, Valse mélancolique [première version de S214/2] (1839)
- S.211, Ländler (en la bémol majeur) (1843)
- S.212, Petite Valse favorite [première/seconde version] (1842, 1843)
- S.212b, Mariotte (1840)
- S.213, Valse-Impromptu (1850?)
- S.214, Trois Caprice-Valses [3 pièces] [secondes versions des S209, S210, S401] (1850?)
- S.214a, Carrousel de Madame Pelet-Narbone (ca.1875-81)
- S.215, Valses oubliées [4 pièces] (1881-84)
- S.216, Dritter Mephisto-Walzer (1883)
- S.216a, Bagatelle sans tonalité (1885)
- S.216b, Vierter Mephisto-Walzer [première version] (1885)
- S.217, Mephisto Polka [première/seconde version] (1883)
- S.218, Galop (en la mineur) (1841?)
- S.219, Grand galop chromatique [original/(S219bis) version simplifiée] (1838)
- S.220, Galop de Bal (1840?)
- S.221, Mazurka brillante (1850)
- S.223, Deux Polonaises [2 pièces] (1851)
- S.224, Csárdás macabre (1881-82)
- S.225, Deux Csárdás [2 pièces] (1884)
- S.226, Festvorspiel (1856)
- S.227, Goethe Festmarsch [première version] (1849)
- S.228, Huldigungsmarsch [première/seconde version] (1853)
- S.229, Vom Fels zum Meer! - Deutscher Siegesmarsch (1853-56)
- S.230, Bülow-Marsch (1883)
- S.231, Heroischer Marsch in ungarischem Stil (1840)
- S.232, Ungarischer Sturmmarsch [première version] (1843?)
- S.233, Ungarischer Geschwindmarsch (1870)

#### Œuvres sur des thèmes nationaux

##### Autrichiens
- S.233c, Tyrolean Melody (Auber) [=S385a] (b.1856)

##### Tchèques
- S.234, Hussitenlied (mélodie de J.Krov) (1840)

##### Anglais
- S.235, God Save the Queen (1841)

##### Français
- S.236, Faribolo Pasteur et Chanson du Béarn [2 pièces] (1844)
- S.237, La Marseillaise (1872?)
- S.238, La cloche sonne (1850?)
- S.239, Vive Henri IV (1870-80 ?)

##### Allemands
- S.240, Gaudeamus igitur. Paraphrase de concert [première/seconde version] (1843, 1853)

##### Hongrois
- S.241, Hungarian Recruiting Songs (Zum Andenken) (By Fáy & Bihari) (1828)
- S.242, Magyar Dalok: Magyar Rapszódiák [22 pièces] (1839-47)
- S.243, Ungarische National-Melodien [3 pièces] (ca.1843)
- S.244, Rhapsodies hongroises [19 pièces] (1846-86)
- S.244c, Rákóczi-Marsch [version populaire] (?)
- S.245, Fünf ungarische Volkslieder (Abranyi) [5 pièces] (1873)
- S.246, Puszta-Wehmut (1880-86 ?)

##### Italiens
- S.248, Canzone Napolitana [première/seconde version] (1842)

##### Polonais
- S.249, Glanes de Woronince [3 pièces] (1847-48)

##### Russes
- S.250, Deux Mélodies russes. Arabesques [2 pièces] (1842)
- S.250a, Le rossignol (Alyabyev) [première version du S250/1] (1842)
- S.251, Abschied. Russisches Volkslied (1885)

##### Espagnols
- S.252, Rondeau fantastique sur un thème espagnol, El Contrabandista (Garcia) (1836)
- S.252a, La Romanesca [première/seconde version] (ca.1832, b.1852)
- S.253, Fantasie über Spanische Weisen (1853)
- S.254, Rhapsodie espagnole (1863?)

### Œuvres de piano pour quatre mains
- S.255, Festpolonaise [=S634b] (1876)
- S.256, Variations sur un thème de Chopin (1880)

### Œuvres pour deux pianos
- S.257, Grosses Konzertstück über Mendelssohns Lieder ohne Worte (1834)
- S.258, Concerto pathétique (b.1856)

### Œuvres pour orgue
- S.259, Fantasie et Fugue sur le choral « Ad nos, ad salutarem undam » (1850)
- S.260, Fantasie und Fuge über das Thema B-A-C-H [première version] (1855)
- S.261, Pio IX. Der Papsthymnus (1863 ?)
- S.261a, Andante religioso (1861 ?)
- S.262, Ora pro nobis. Litanei (1864)
- S.263, Resignazione (1877)
- S.264, Missa pro organo lectarum celebrationi missarum adjumento inserviens (1879)
- S.265, Gebet (1879)
- S.266, Requiem für die Orgel (1883)
- S.267, Am Grabe Richard Wagners (1883)
- S.268, Zwei Vortragsstücke [2 pièces] (1884)

### Chansons et lieder
- S.269, Angiolin dal biondo crin (Marchese C. Bocella) [première/seconde version] (1839, ?)
- S.270, Three Petrarch Sonnets [3 chants, première/seconde version] (1844-45, 1854]
- S.271, Il m'aimait tant (Delphine Gay) (1840?)
- S.272, Im Rhein, im schönen Strome (Heine) [première/seconde version] (1840?, 1854)
- S.273, Die Lorelie (Heine) [première/seconde version] (1841, ?)
- S.274, Die Zelle im Nonnenwerth [première/seconde version révisée en 1862] (b.1841, 1857)
- S.275, Mignons Lied (Kennst du das Land) (Goethe) [première/seconde/troisième version] (1842, 1854, 1860)
- S.276, Comment, disaient-ils (Hugo) [première/seconde version] (1842, ?)
- S.277, Bist du (Prince E. Metschersky) [première/version révisée] (1843, ca.1878-79)
- S.278, Es war ein König in Thule (Goethe) [première/seconde version] (1842, ?)
- S.279, Der du von dem Himmel bist (Goethe) [première/seconde/troisième version] (1842, ?, 1860)
- S.280, Freudvoll und liedvoll (Goethe) [première/seconde/troisième version] (1844, 1848?, ?)
- S.281, Die Vätergruft (1844)
- S.282, O quand je dors (Hugo) [première/seconde version] (1842, ?)
- S.283, Enfant, si j'etais roi (Hugo) [première/version révisée] (1844?, ?)
- S.284, S'il est un charmant gazon (Hugo) [première/version révisée] (1844?, ?)
- S.285, La tombe et la Rose (Hugo) (1844?)
- S.286, Gastibelza, Bolero (Hugo) (1844?)
- S.287, Du bist wie eine Blume (Heine) (1843?)
- S.288, Was liebe sei (C. von Hagn) [première/seconde/troisième version] (1843?, ca.1855, 1878-79)
- S.289, Vergiftet sind meine Lieder (Heine) [première/version révisée] (1842, ?)
- S.290, Morgens steh ich auf und frage (Heine) [première/version révisée] (1843?, ca.1855)
- S.291, Die tote Nachtigall (Kaufmann) [première/version révisée] (1843?, 1878)
- S.292, Songs from Schiller's Wilhelm Tell [3 songs, première/version révisée] (1845?, ?)
- S.293, Jeanne d'Arc au bûcher (Dumas) [première/version révisée] (1845, 1874)
- S.294, Es rauschen die Winde [première/seconde version] (ca.1845, b.1856)
- S.295, Wo weilt er? (Rellstab) (1844)
- S.296, Ich möchte hingehn (Herwegh) [révisé plus tard] (1845)
- S.297, Wer nie sein Brot mit Tränen ass (Goethe) [première/version révisée] (ca.1845)
- S.298, O lieb so lang du lieben kannst (Freiligrath) (1845?)
- S.299, Isten veled (Farewell) (Horvath) [première/version révisée] (1846-47)
- S.300, Le juif errant (Béranger) (1847)
- S.301, Kling leise, mein Lied [première/version révisée] (1848)
- S.301a, Oh pourquoi donc (Mme Pavloff) (1843)
- S.301b, En ces lieux. Élégie (E. Monnier) (1844)
- S.302, Die Macht der Musik (Duchess Helen of Orleans) (1848-49)
- S.303, Weimars Toten. Dithyrambe (Schober) (b.1848)
- S.304, Le vieux vagabond (Béranger) (b.1848)
- S.305, Schwebe, schwebe, blaues Auge [première/version révisée] (1845, ?)
- S.306, Über allen Gipfeln ist Ruh (Goethe) [première/version révisée] (1847?, ?)
- S.306a, Quand tu chantes bercée (Hugo) (1843)
- S.307, Hohe Liebe (Uhland) (1850?)
- S.308, Gestorben war ich (Seliger tod) (Uhland) (1850?)
- S.309, Ein Fichtenbaum steht einsam (Heine) [première/version révisée] (ca.1845, 1854)
- S.310, Nimm einen Strahl der Sonne (1849)
- S.311, Anfangs wollt' ich fast verzagen (Heine) (1849)
- S.312, Wie singt die Lerche schön (Hoffmann von Fallersleben) (1856?)
- S.313, Weimars Volkslied (Cornelius) (1857)
- S.314, Es muss ein wunderbares sein (Redwitz) (1852)
- S.315, Ich liebe dich (Rückert) (1857)
- S.316, Muttergottes - Sträusslein zum Mai-monate (Müller) [2 chants] (1857)
- S.317, Lasst mich ruhen (Hoffmann von Fallersleben) (1858?)
- S.318, In liebeslust (Hoffmann von Fallersleben) (1858?)
- S.319, Ich Scheide (Hoffmann von Fallersleben) (1860)
- S.320, Die drei Zigeuner (Lenau) (1860)
- S.321, Die stille Wasserrose (Geibel) (1860?)
- S.322, Wieder möcht ich dir begegnen (Cornelius) (1860)
- S.323, Jugendglück (Pohl) (1860?)
- S.324, Blume und Duft (Hebbel) (1854)
- S.325, Die Fischertochter (Count C. Coronini) (1871)
- S.326, La Perla (Princess Therese von Hohenlohe) (1872)
- S.327, J'ai perdu ma force et ma vie. « Tristesse » (de Musset) (1872)
- S.328, Ihr Glocken von Marling (Emil Kuh) (1874)
- S.329, Und sprich (Biegeleben) [revised 1878] (1874)
- S.330, Sei Still (Henriette von Schorn) (1877)
- S.331, Gebet (Bodenstedt) (1878?)
- S.332, Einst (Bodenstedt) (1878?)
- S.333, An Edlitam (Bodenstedt) (1878?)
- S.334, Der Glückliche (Bodenstedt) (1878?)
- S.335, Go not, happy day (Tennyson) (1879)
- S.336, Verlassen (G.Michell) (1880)
- S.337, Des tages laute stimmen schweigen (F. von Saar) (1880)
- S.338, Und wir dachten der Toten (Freiligrath) (1880?)
- S.339, Ungarns Gott. A magyarok Istene (Petőfi) (1881)
- S.340, Ungarisches Königslied. Magyar Király-dal (Ábrányi) (1883)
- S.340a, Ne brani menya, moy drug. (Tolstoy) (1886)

### Autres Œuvres chorales
- S.341, Ave Maria IV (1881)
- S.342, Le crucifix (Hugo) (1884)
- S.343, Sancta Caecilia (1884)
- S.344, O meer im Abendstrahl (Meissner) (1880)
- S.345, Wartburg-Lieder [7 chorus] (1872)

### Récitations
- S.346, Lenore (Bürger) (1858)
- S.347, Vor hunder Jahren (F. Halm) (1859)
- S.348, Der traurige Mönch (Lenau) (1860)
- S.349, Des toten Dichters Liebe (Mór Jókai) (1874)
- S.350, Der blinde Sänger (Alexei Tolstoy) (1875)